# Quim e Manecas
Quim e Manecas é considerada a primeira banda desenhada portuguesa. Teve como autor o desenhador e caricaturista Stuart Carvalhais, sendo publicada pela primeira vez em 1915, no suplemento humorístico do jornal O Século. As histórias de Quim e Manecas serão publicadas até 1953.
Quim e Manecas são uma dupla endiabrada de rapazes cujas ações têm sempre consequências imprevistas. Originalmente de cariz infantil, evoluiu para o tratamento de questões sociais e políticas da primeira metade do século XX.
Em 1916 estreou em Lisboa no Cinema Colossal, à rua da Palma, o filme O Quim e o Manecas de Ernesto de Albuquerque baseado na dupla com o mesmo nome.
A dupla foi recuperada pelo traço de Richard Câmara para reaparecer, em 2010, nas Comemorações do Centenário da República Portuguesa. Ainda em 2010 é publicado Quim e Manecas, 1915-1918 (ISBN 978-989-671-060-6).